# Кристіан VII
Кристіан VII (дан. Christian 7.; 29 січня 1749 — 13 березня 1808) — король Данії та Норвегії з 1766 до 1808 року.

## Життєпис

### Молоді роки

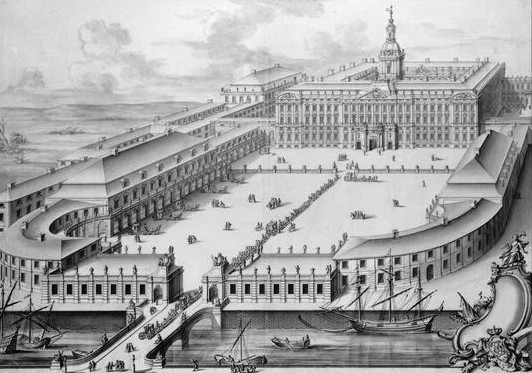
Палац Крістіансборг, королівська резиденція у центрі Копенгагена

Народився у Копенгагені в родині Фредеріка V, короля Данії та Норвегії, і Луїзи Ганноверської. У 1751 році його мати померла, а батько одружився вдруге. Виховання Кристіана передали Дітлову Ревентлову, який жорстоко ставився до хлопця, знущався з нього, називав «моя лялька». Допомагав у знущаннях інший вихователь Георг Нільсен. Також мачуха Кристіана Юліана Марія Брауншвейзька інтригувала проти хлопця, щоб зробити власного сина Фредеріка спадкоємцем трону. За твердженнями його сучасників Крістіан був психічно хворий і мав душевний розлад. У 1760 році, його новим вихователем став швейцарець Елі-Саломон Реверділь, професор математики. Він навчав Кристіана філософії, принципам етикету, розвинув у молодого принца здатність до мов. Кристіан вільно володів французькою та німецькою мовами хоча точні науки давались йому із важкістю.

### Володарювання

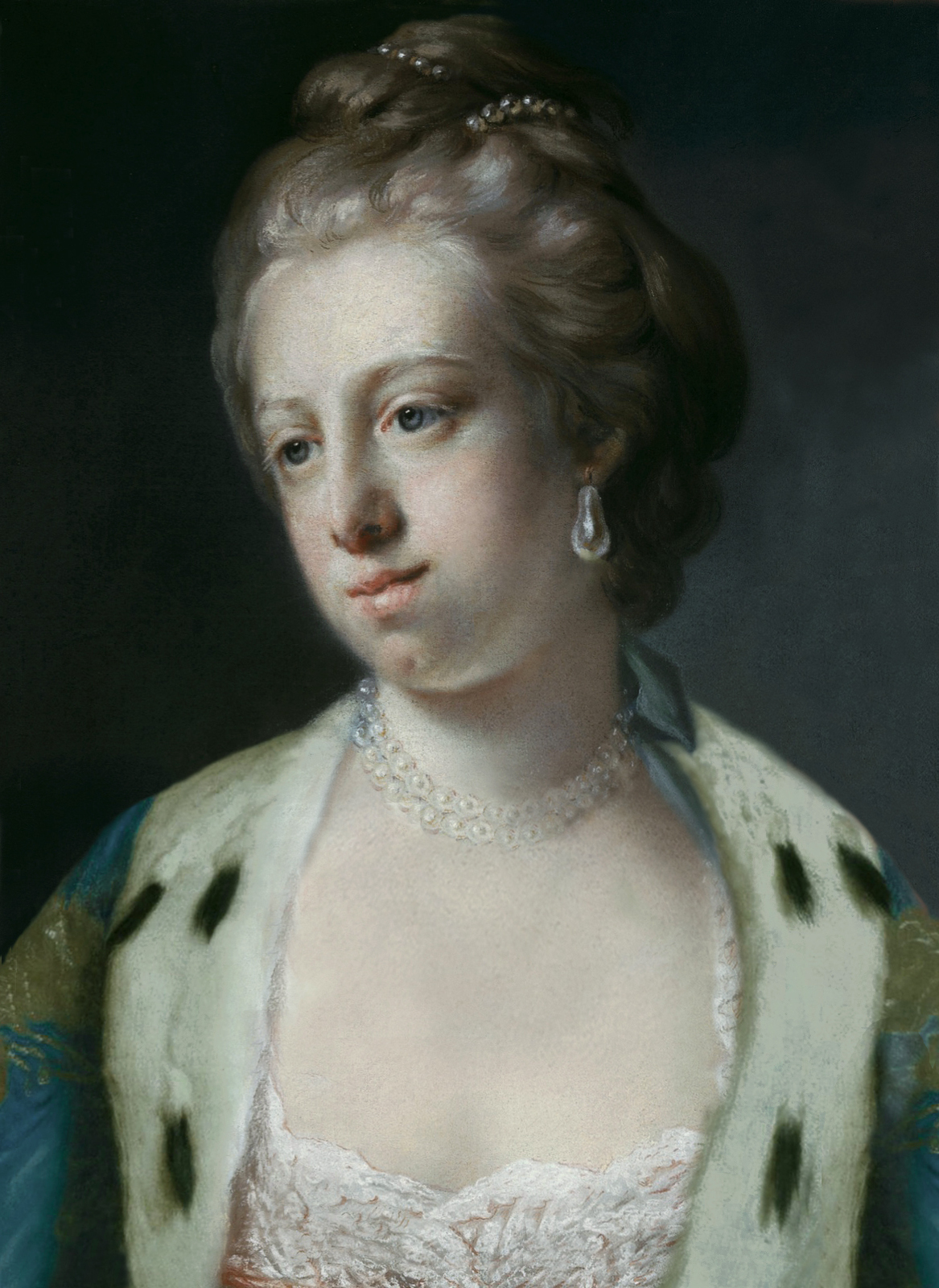
Портрет Кароліни Матильди, близько 1766.

1 травня 1767 р. в церкві палацу Крістіансборг було проведено урочисту церемонію помазання й сходження на трон нового короля Данії та Норвегії Кристіана VII.
Ще на початку правління одружився з представницею Ганноверської династії — Кароліною-Матильдою. Після цього звільнив більшість міністрів батька, окрім графа Бернсторфа. Його фаворитом став граф К. Хольке. Молодий король не цікавився політикою, країною керували здебільшого міністри та члени парламенту. Він більше полюбляв нічні походеньки, заводив коханок, розважався в борделях, пиячив, влаштовував бійки з перехожими.

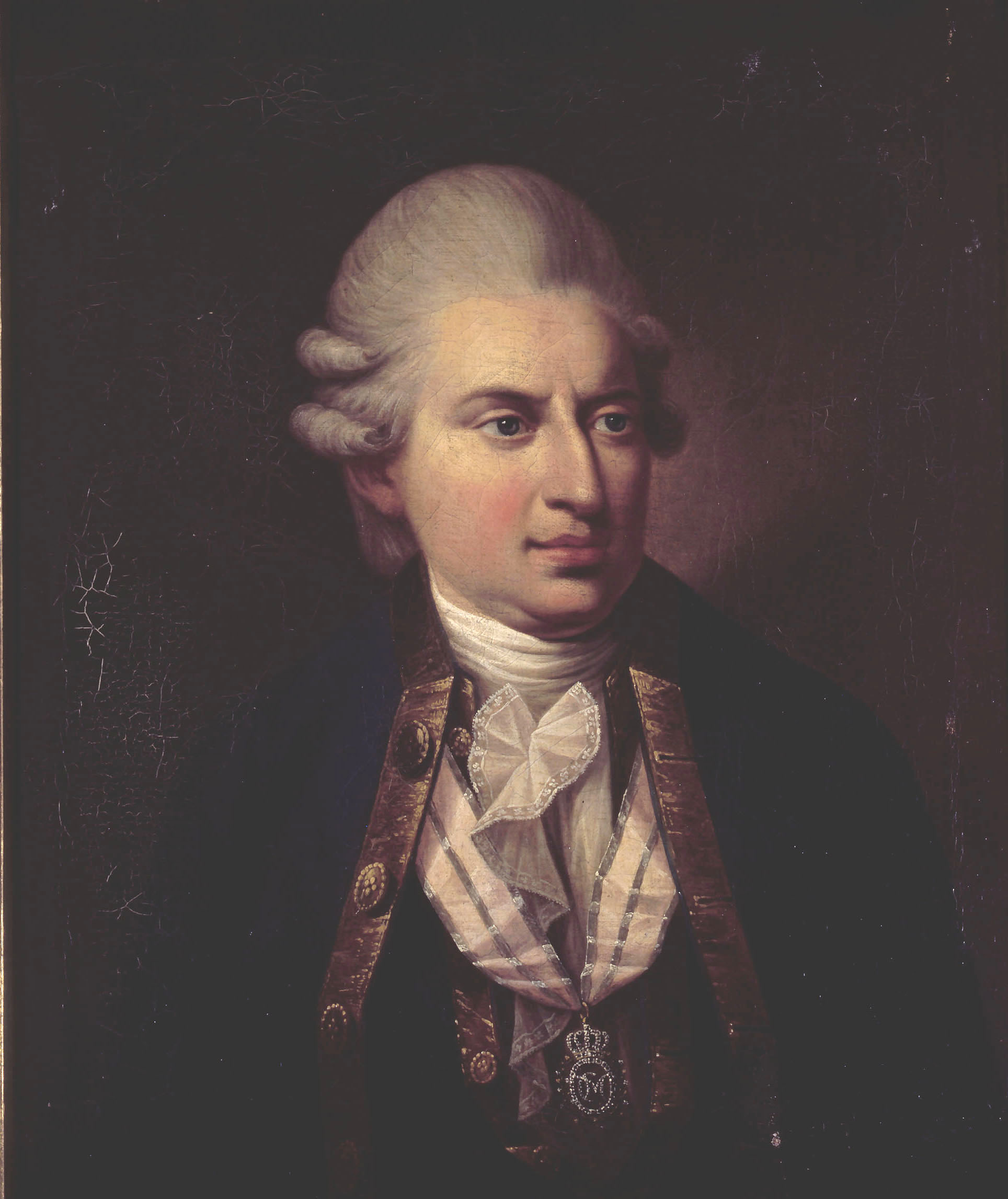
Портрет Йоганна Фрідріха Струензе

З травня 1768 до січня 1769 року Кристіан VII подорожував по Європі — через Гамбург, Кале — до Англії, потім до Франції, а звідти додому. У Гамбурзі він познайомився з Йоганом Струензе, німецьким лікарем. Після того, як Струензе вилікував королеву, його вплив на Крістіана та уряд значно виріс. У 1770 році Струензе став секретарем кабінету королеви. 15 липня 1771 року Кристіан VII призначив його міністром Таємного кабінету, зрівнявши силу наказів Струензе з королівськими, чим фактично передав йому половину своєї влади.
Струензе використовував свою владу не стільки для збагачення, скільки для проведення необхідних реформ у дусі європейської Просвіти. Були здійснені реформи у всіх сферах життя, скасовано цензуру друку, що обмежували права аристократії та церкви. Проводилася політика економії королівських витрат, скасовано 50 релігійних свят. Вплив Струензе зростав з огляду на погіршення психологічного та розумового стану Кристіана VII. Водночас Струензе спробував змінити зовнішню політику, відмовившись від союзу з Російською імперією.
Зрештою серед аристократів та генералів за підтримки посла Російської імперії у Данії виникла змова. 12 січня 1772 року відбувся заколот. Струензе та його помічника Бранта було заарештовано, а згодом страчено. Кристіана VII помістили фактично під домашній арешт, а регентство передали мачусі Кристіана VII — Юліані-Марії Брауншвейзькій та зведеному брату Фредеріку.

### Останні роки
Після цього Кристіан VII не мав жодної влади й мешкав у своєму замку. Тільки 14 квітня 1784 року його син Фредерік згадав про батька, змусивши його підписати наказ про передачу регентства від Юлії-Марії Брауншвейзької саме Фредеріку. Помер Кристіан VII 13 березня 1808 року у м. Рендсбурзі, коли йому здалося, що на місто нападають іспанські війська.

## Родина
Дружина — Кароліна Матильда Ганноверська (1751—1775), донька Фрідриха Ганноверського, принца Вельського.
Діти:
- Фредерік (1768—1839)
- Луїза Августа (1771—1843), дружина Фрідриха Кристіана, герцога Августенборзького